# Port Saint-Marcel
Pour les articles homonymes, voir Saint-Marcel.
Le port Saint-Marcel est situé dans la commune de Metz, dans le département de la Moselle, en Lorraine, dans la région Grand Est.

## Situation
Le port se situe dans le quartier Saint-Vincent dans l'Île Chambière, dans le quartier administratif Les Îles, non loin du temple neuf.